# Pinheiro Preto
Pinheiro Preto é um município brasileiro do estado de Santa Catarina.  Localizado na latitude 27º03'02" sul e  longitude 51º13'51" oeste, está há 696 metros acima do nível do mar. Sua população estimada em 2004 era de 2 911 habitantes.
Sua área é de 66,741 km². 
No município encontra-se o monumento do Assalto ao Trem Pagador de Pinheiro Preto, considerado uma de suas atrações turísticas, composto por restos de trilhos,  denominada Cruz do Vacariano, e que homenageia os mortos naquele que foi o primeiro crime do tipo no Brasil, em 1909, época em que Pinheiro Preto ainda era uma localidade do município de Videira.